# 라운더스 (1914년 영화)
라운더스(The Rounders)는 1914년 공개된 미국의 영화이다. 이 영화는 아내와 문제를 일으키는 두 술주정뱅이에 관한 이야기이며, 찰리 채플린이 각본을 쓰고 감독을 맡았다.

## 줄거리
술에 취한 채 집에 돌아온 풀 씨는 아내에게 잔소리를 듣는다. 그때, 옆집에 사는 똑같이 술에 취한 풀러 씨가 집에 와 아내와 싸움을 벌인다. 풀러 씨 아내가 그를 때리자, 풀러 씨는 아내의 목을 조르기 시작하고, 소란을 들은 풀 씨의 아내는 남편을 보내 상황을 확인하려 한다. 아내들이 싸우는 틈을 타 풀 씨와 풀러 씨는 아내들의 돈을 훔쳐 함께 카페로 도망친다. 카페에서도 소란을 일으키지만 아내들에게 발각당하고, 그들은 호수 위의 낡은 배를 타고 도망친다. 마침내 아내들과 소란에서 벗어나 안전해졌다고 생각하는 순간, 그들은 물이 차오르는 배 안에서 잠이 들고, 결국 물속으로 사라진다.

## 출연

### 주연
- 찰리 채플린
- 로스코 아버클

### 조연
- 필리스 엘렌
- 민타 더피
- 알 세인트 존
- 제스 댄디
- 월레스 맥도널드
- 찰리 체이스

## 같이 보기
- 찰리 채플린의 영화 목록